# Siège de Rouen (1449)
Pour les articles homonymes, voir Siège de Rouen.
Guerre de Cent Ans
Batailles
Le siège de Rouen d'octobre 1449 par les troupes du roi de France Charles VII est un épisode de la guerre de Cent Ans et intervient dans le cadre du recouvrement de la Normandie.

## Contexte
Après la signature de la trêve de Tours en 1444, les Français marquent une pause de la reconquête de leur territoire. Ils en profitent alors pour moderniser leur armée. Les hostilités entre Français et Anglais reprennent en mars 1449.

## Déroulement du siège de Rouen
Rouen est défendue par le capitaine anglais John Talbot. Il seconde Edmond Beaufort, duc de Somerset et gouverneur de la ville. Un manifeste est adressé aux Rouennais le 17 juillet par le roi de France Charles VII, où il se présente comme le libérateur de la ville et promet une amnistie générale et la confirmation de tous les privilèges des Rouennais. Devant le peu de réaction, le roi envoie Jean de Dunois, le comte d'Eu et de Saint-Pol vers Rouen où ils se présentent au début d'octobre.
Le 19 octobre, la ville est livrée par ses habitants durant la messe. Talbot et Beaufort se réfugient dans le château. Le roi quitte Pont-de-l'Arche, accompagné de l'artillerie, et prend possession de Sainte-Catherine et s'installe dans l'abbaye. Les Anglais signent la reddition le 29 octobre. Beaufort est autorisé à se retirer vers Caen avec la garnison, alors que Talbot est retenu comme otage. Charles VII fait son entrée triomphale à Rouen le 10 novembre 1449, en compagnie de Jacques Ier de Chabannes de La Palice, alors que de son côté l'armée franco-bretonne progresse dans le Cotentin, reprenant les places de Granville, Gavray, Coutances, Saint-Lô, Carentan, La Haye-du-Puits et Valognes.

## Conséquences
Après la prise de Rouen, la campagne se poursuivit de façon inhabituelle pendant l'hiver avec la reprise d'Harfleur le 1er janvier 1450 et Honfleur le 18 février. Quant aux Anglais, Beaufort avait regroupé ses forces à Caen — environ 4 000 hommes —, et Talbot, qui avait été libéré, se retranchait à Falaise. Et au printemps 1450 un corps expéditionnaire, commandé par Thomas Kyriell, débarqua à Cherbourg, avec pour objectif de rejoindre les troupes regroupés à Caen. Cette armée de secours sera écrasée le 15 avril 1450 à la bataille de Formigny. Peu après, les villes de Caen et de Cherbourg capitulent après de brefs sièges. La présence anglaise en Normandie est alors révoquée.

### Sources primaires
- André Pottier, Siège de Rouen par le roi Charles VII, en 1449 : préliminaires de la capitulation entre le duc de Sommerset, gouverneur de la ville et le roi de France, Rouen, Nicétas Périaux éditeur, 1841, 14 p. (présentation en ligne).